# رينا ناجاتا
رينا ناجاتا (باليابانية: 永田怜奈) هي عارضة يابانية، ولدت في 1 فبراير 1992 في سايتاما في اليابان.